# 文渠镇
文渠镇，是中华人民共和国河南省南阳市邓州市下辖的一个乡镇级行政单位。

## 行政区划
文渠镇下辖以下地区：
文渠村、老街村、尹洼村、汤庄村、西许营村、泰山村、屈店村、蒋庄村、肖店村、段营村、蔡营村、孔楼村、翁寨村、前李洼村、岳洼村、庙沟村、盛号村、红庙村、东常村、郝楼村和马庄村。